# Skripter

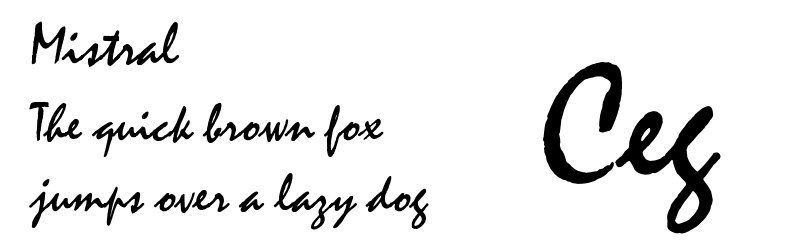
Mistral skript

Künstler skript

Skripter är en samlingsbeteckning för olika typsnitt som försöker efterlikna handstil. De är användbara för dekorativa ändamål, inbjudningskort och annat som man vill ge en personlig karaktär. De är däremot alltför svårlästa i löpande text.